# Thomas Thornycroft (Motorbootfahrer)
Isaac Thomas Thornycroft (* 22. November 1881 in Basingstoke; † 6. Juni 1955 ebenda) war ein britischer Motorbootfahrer.
Bei den Olympischen Spielen 1908 in London wurde Thornycroft gemeinsam mit der Besatzung der Gyrinus, Bernard Redwood und John Field-Richards, zweifacher Olympiasieger im Motorbootsport, in der B-Klasse und in der C-Klasse, jeweils über 40 Seemeilen. In der B-Klasse, wo nur Boote mit maximal 20 Meter Länge teilnehmen durften, startete die Gyrinus gegen John Marshall Gorham mit der Quicksilver. Diese musste jedoch nach zwei Runden aufgeben, da Wasser in das Boot gelaufen war, sodass Thornycroft zusammen mit seiner Besatzung zum ersten Olympiasieger im Motorbootsport wurde.
In der tags darauf ausgetragenen C-Klasse durften die Boote nur sieben Meter lang sein und maximal 800 Kilogramm wiegen. Erneut startete die Gyrinus mit nur einem Konkurrenten, der Sea Dog von Warwick Wright. Doch auch diesmal musste der Rivale aufgeben, weil der Motor heißgelaufen war. Thornycroft und die Gyrinus wurden damit Doppel-Olympiasieger. Im letzten Wettbewerb, der A-Klasse, ging die Gyrinus nicht an den Start, es siegte der Franzose Émile Thubron.
Da Motorboot nach 1908 nie wieder eine olympische Sportart wurde, bleiben Thornycroft, Redwood und Field-Richards bis heute mit zwei Goldmedaillen die erfolgreichsten Athleten dieser Sportart.
Thomas Thornycroft war der Sohn des Schiffbauers Sir John Thornycroft, die Gyrinus war von Thomas Thornycroft entworfen und in der familieneigenen Werft gebaut worden. Bis 1934 gehörte Thomas Thornycroft dem Vorstand der Werft an, er war mitverantwortlich für die Entwicklung der Swallow-Bootsklasse der britischen Marine. Als Segler gewann Thornycroft 1931 den Prince-of-Wales-Cup. 1952 fuhr er als Reservemann zu den Olympischen Spielen nach Helsinki, kam aber nicht zum Einsatz.